# Wrigley Field
Wrigley Field är en basebollarena (tidigare även använd för amerikansk fotboll och fotboll) i Chicago i Illinois i USA. Arenan är hemmaarena för Chicago Cubs, som spelar i National League, en av de två ligorna i Major League Baseball (MLB). Arenan är den näst äldsta som används i MLB efter Fenway Park i Boston.
Sedan 2004 är arenan skyddad såsom en Chicago Landmark och sedan 2020 såsom en National Historic Landmark.

## Historia

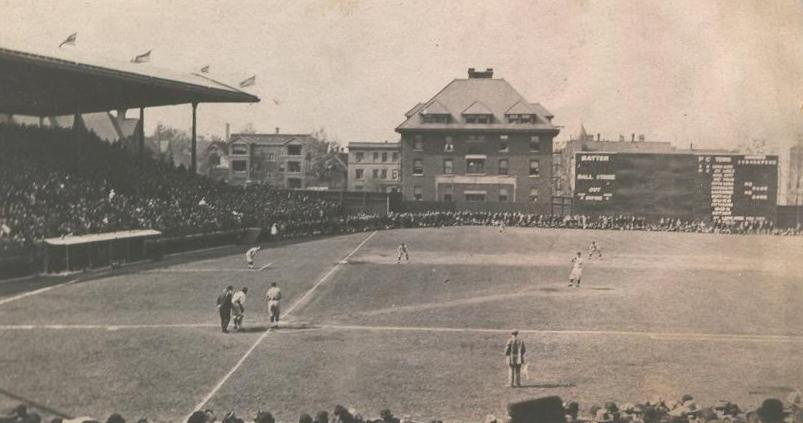
Weeghman Park debutsäsongen 1914.

Wrigley Fields planstorlek.

Arenan byggdes 1914 som Weeghman Park för den nystartade basebollklubben Chicago Whales (även kallade Chicago Federals) i Federal League. Efter bara två säsonger lades Federal League ned och Chicago Cubs flyttade in i arenan i stället. 1920–1926 kallades arenan för Cubs Park.
1921–1970 var arenan hemmaarena för Chicago Bears i National Football League (NFL). Även andra NFL-klubbar har spelat i arenan. 1977–1982 och 1984 spelade fotbollsklubben Chicago Sting i North American Soccer League (NASL) sina hemmamatcher i arenan.
En mängd historiska händelser har inträffat i arenan. Hack Wilson nådde MLB-rekordet 191 RBI:s (inslagna poäng) 1930, Babe Ruth slog sin berömda "called shot" homerun under World Series 1932, Ernie Banks nådde milstolpen 500 homeruns 1970, Pete Rose slog sin 4 191:a hit 1985 och tangerade därmed MLB-rekordet som innehades av Ty Cobb, Kerry Wood tangerade MLB-rekordet genom att göra 20 strikeouts under en match 1998, Sammy Sosa slog sin 60:e homerun för säsongen 1998, 1999 och 2001 och Greg Maddux nådde milstolpen 3 000 strikeouts 2005.
I januari 2013 presenterade Cubs planer på omfattande renoveringar av arenan, vilka skulle genomföras under fem år och komma att kosta cirka 300 miljoner dollar. I april kom man preliminärt överens med de lokala myndigheterna, och då hade kostnaden för renoveringarna ökat till 500 miljoner dollar. Den största förändringen av arenan skulle bli en stor videoskärm ovanför left field. I slutet av juli blev planerna slutligt godkända av myndigheterna. På grund av motstånd från ägarna till de läktare som fanns på några hustak utanför arenan (se nedan) blev arbetet dock försenat. I maj 2014 bestämde sig klubben för att gå vidare med planerna trots motståndet, och offentliggjorde samtidigt planer på ytterligare förbättringar för 75 miljoner dollar. I juli samma år fick klubben tillåtelse från Chicago Landmarks Commission att genomföra de planerade renoveringarna.
2014 firades Wrigley Fields 100-årsjubileum under hela året under rubriken Party of the Century. Bland annat spelade Cubs i kopior av gamla dräkter under vissa hemmamatcher. Firandet inleddes på allvar den 23 april 2014 då det var exakt 100 år sedan den första matchen spelades i arenan.

## Kännetecken

### Murgrönan

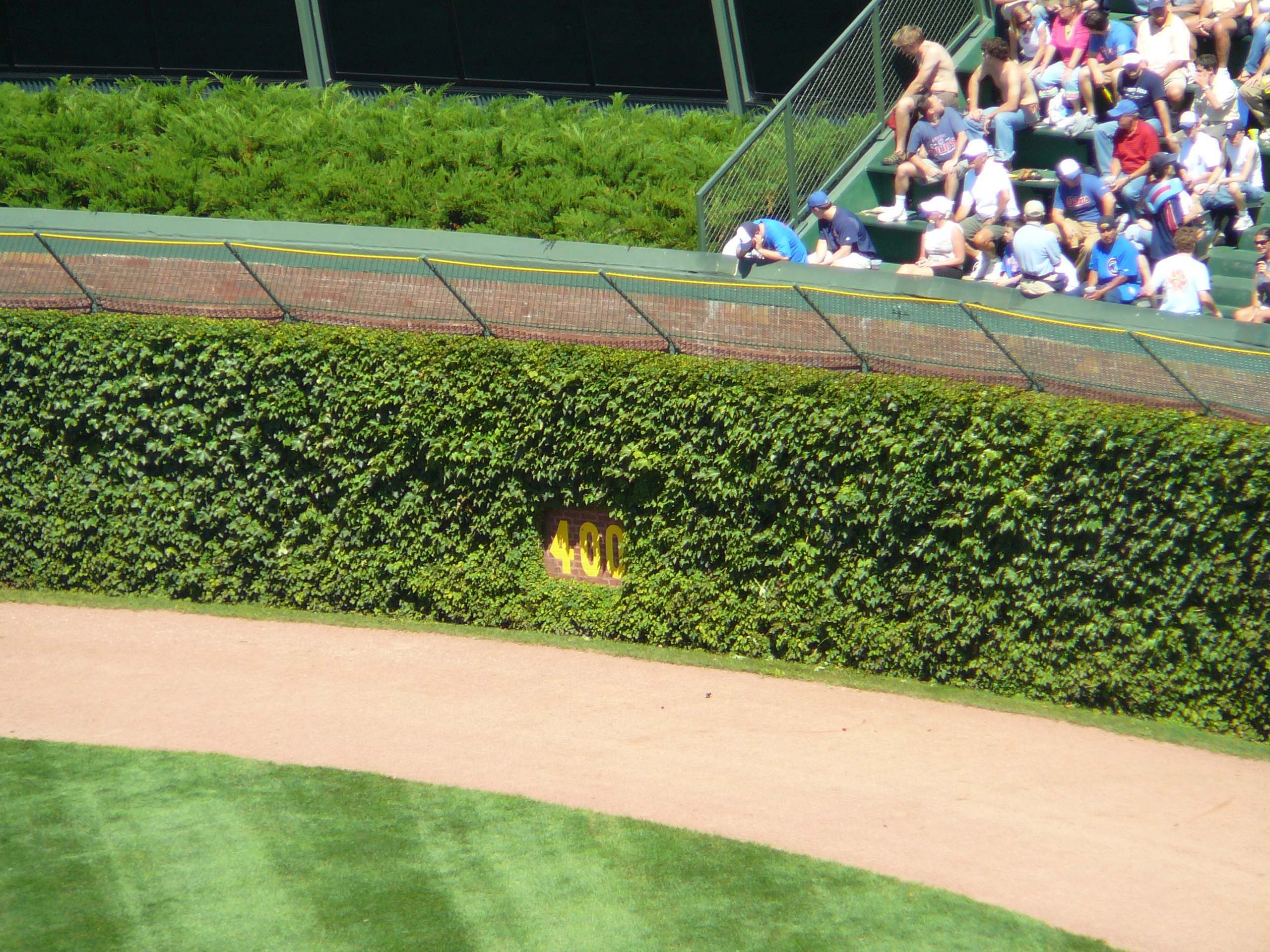
Murgrönan längs outfieldmuren.

Ett av Wrigley Fields främsta kännetecken är murgrönan som växer längs outfieldmuren och som planterades 1937. I början av varje säsong är murgrönan ännu inte utslagen, men efterhand som säsongen framskrider blir den grön och tät och döljer den tegelmur som den växer på. Murgrönan erbjuder inte, som man kanske kan tro, något egentligt skydd mot att skada sig om man springer in i muren.
Det händer ganska ofta att bollen försvinner in i murgrönan. Den outfielder som springer efter bollen kan välja att höja sina armar i luften om han inte tror att han kan få ut bollen snabbt. Domarna stoppar då spelet och slaget räknas som en ground rule double. Om spelaren inte ger denna signal är bollen i spel och löpare på bas får avancera så långt de hinner.
Växtligheten består av en blandning av rådhusvin (parthenocissus tricuspidata) och så kallad japansk träddödare (celastrus orbiculatus), vilka klarar de hårda vintrarna i Chicago.

### Resultattavlan

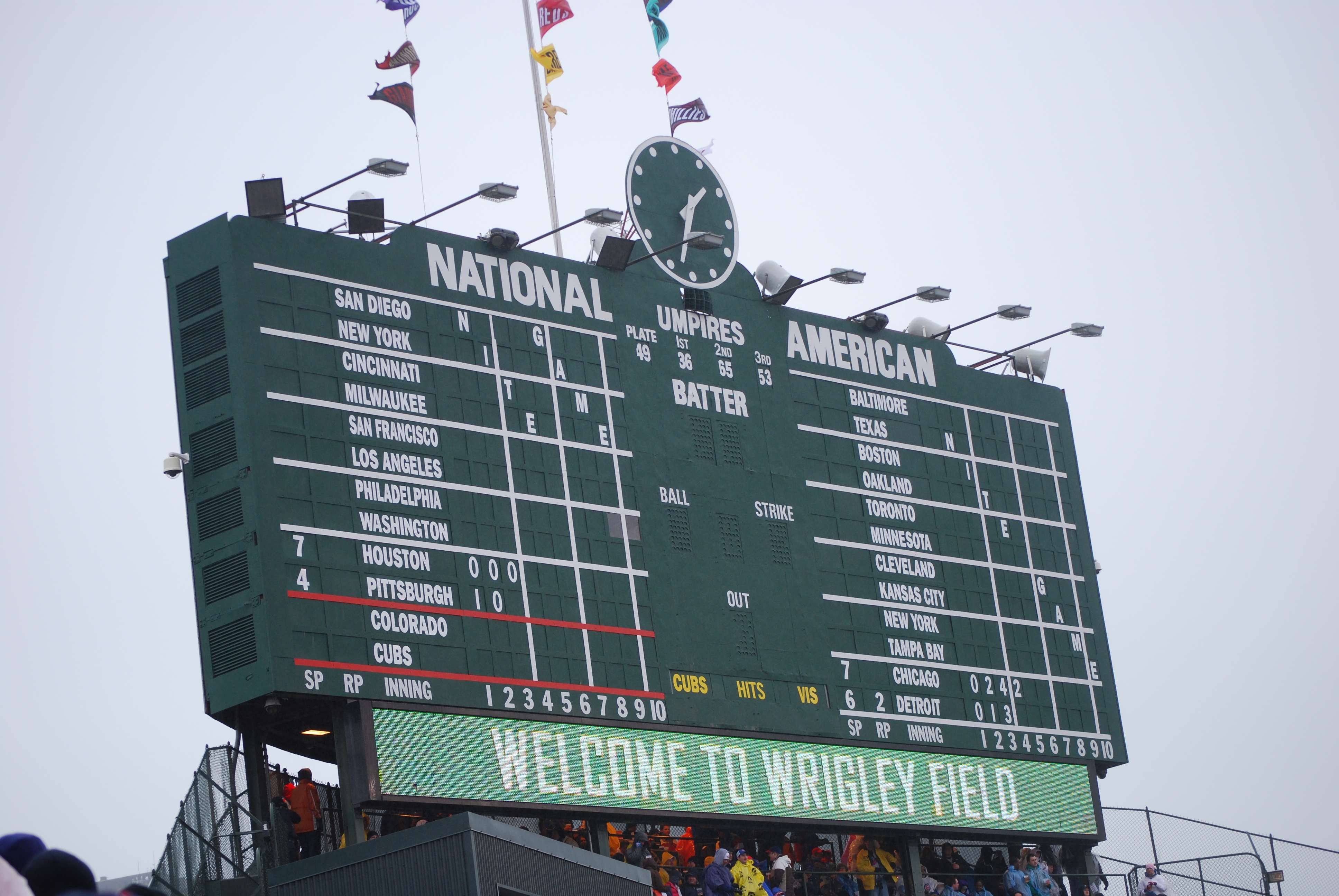
Resultattavlan.

Wrigley Field är även berömt för sin stora resultattavla bortom center field, där resultaten fortfarande ändras för hand. Den installerades 1937 och det tog 150 arbetare ungefär en månad att få den på plats till en kostnad av cirka 100 000 dollar, nästan hälften av vad det kostade att bygga hela arenan 1914. Från början var den rödbrun, men målades grön 1944. Förutom detta har den bara genomgått mindre förändringar sedan den byggdes, bland annat lades en klocka till högst upp 1941.
Tavlan är gjord av plåt och skyltarna med siffror som visas är också av metall. Inuti tavlan arbetar upp till fyra personer med att byta siffrorna, och de använder stege för att nå upp. Det kan bli ganska varmt inne i tavlan på grund av bristande ventilation.
Ovanför tavlan står en flaggstång med två sidostag. I stången och sidostagen hänger bland annat flaggor som representerar de tre divisionerna i National League. 15 flaggor representerar klubbarna i ligan och flaggornas ordning avspeglar den aktuella ställningen i divisionerna. Flaggorna ger, förutom att vara dekorativa, viss information om vindriktning och vindstyrka till spelarna. Efter matchen hissas en av Chicago Cubs W eller L flagga, som är flaggor märkta "W", när Cubs vunnit, respektive "L", när Cubs förlorat i sidostagen. Flaggorna hissades ursprungligen för att informera pendlare och andra förbipasserande om resultatet.
Tavlan renoverades inför 2010 års säsong.

### Välkomstskylten

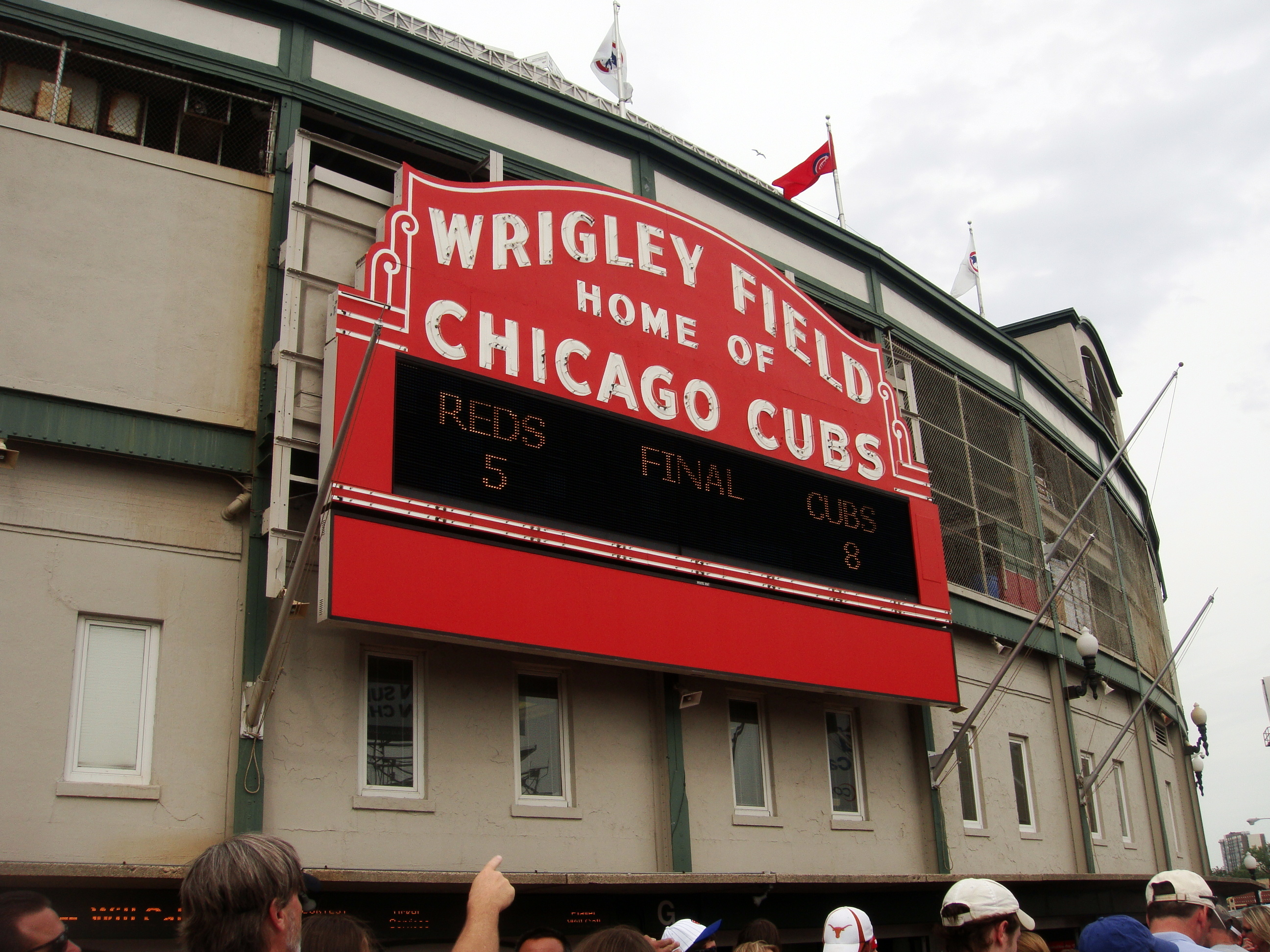
Välkomstskylten ovanför huvudingången.

Ett annat av Wrigley Fields kännetecken är den röda välkomstskylten ovanför huvudingången. Skylten sattes upp 1934 i syfte att göra reklam för klubbens matcher för att få fler att köpa biljetter. Från början var den färgad grön, men målades blå efter ett par år och röd i mitten av 1960-talet. Under höstarna och vintrarna fram till 1970, då arenan användes för amerikansk fotboll, byttes "Home of Chicago Cubs" ut mot "Home of Chicago Bears". Den elektroniska displayen nedtill lades till i början av 1980-talet. Att ta ett foto av skylten har blivit en tradition för de som besöker arenan.

### Takläktarna

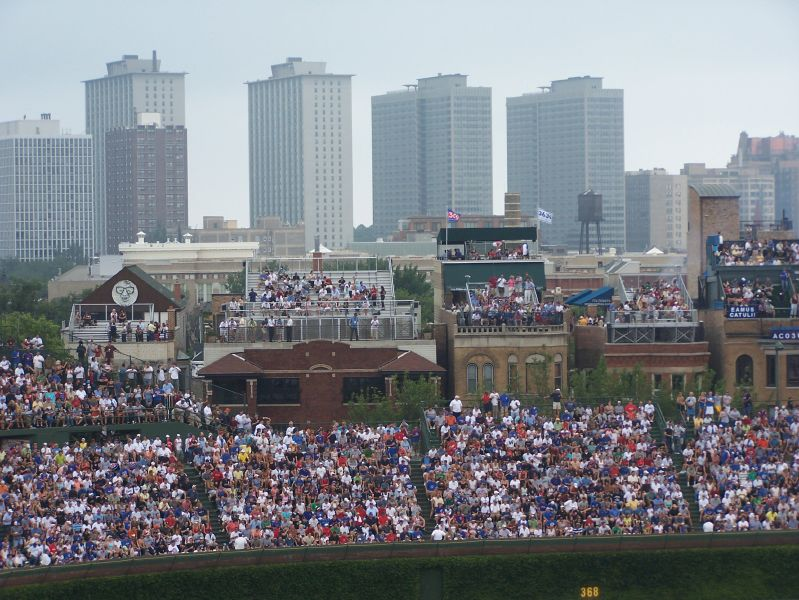
En del av takläktarna bortom arenans egna läktare.

Även om de inte ingår i själva arenan är de läktare som vissa grannar byggt på sina tak en välkänd företeelse som förknippas med Wrigley Field. Att folk kunde se matcher från hustak nära en arena förekom ofta förr i tiden på flera olika platser, bland annat vid Shibe Park i Philadelphia. Klubbarna försökte oftast förhindra detta genom att bygga läktare runt hela arenan eller staket som förhindrade insyn. Även Cubs hade ett sådant staket på sin tidigare hemmaarena West Side Park, men med Wrigley Field valde man en annan väg och tolererade att folk såg matcherna från närliggande hustak på andra sidan Waveland Avenue och Sheffield Avenue. På 1990-talet började några av grannarna dock att bygga små läktare på hustaken och började också att ta betalt. Detta sågs inte med blida ögon av Cubs, som hotade med rättsliga åtgärder. 2004 nådde parterna en överenskommelse som innebar att husägarna skulle betala 17 % av sina intäkter till Cubs. Några av dessa grannar stämde Cubs 2015 när klubben bestämde sig för att sätta upp en stor videoskärm som skulle skymma grannarnas insyn. Grannarna förlorade målet efter att ha överklagat hela vägen till USA:s högsta domstol, som dock inte tog upp överklagandet till behandling. 2015–2016 köpte Cubs ägare, familjen Ricketts, upp en majoritet av takläktarna och det finns en officiell webbplats för dessa. På många av hustaken finns inte bara läktare utan även bar och matservering.

## Wrigley Field i populärkultur
I filmen The Blues Brothers från 1980 undkommer Elwood Blues såväl myndigheterna som andra förföljare genom att uppge 1060 West Addison Street, Chicago IL (Wrigley Fields adress) som sin bostadsadress.